# 千田一路
千田 一路（せんだ いちろ、1929年10月17日 - 2022年7月4日）は、日本の俳人。

## 人物・来歴
石川県珠洲市生まれ。本名・一郎。「風港」名誉主宰。

珠洲市役所に勤め、観光・広報・社会教育行政に携わり、福祉事務所長。
1954年に俳句結社「風」に入会し、沢木欣一に師事。「風」同人、「白山」顧問を経て、「風港」を主宰。公益社団法人俳人協会評議員、公益社団法人俳人協会石川支部顧問、珠洲並びに石川県俳文学協会顧問、日本ペンクラブ会員、日本文藝家協会会員。
2022年7月4日、病気のため死去。92歳没。

## 受賞
- 1958年  第5回北國文芸賞受賞[2]
- 1985年  「海女の島」で第31回角川俳句賞受賞
- 1985年  昭和60年度珠洲市文化功労章
- 1998年  平成10年度石川県文化功労賞
- 2010年  平成22年度地域文化功労者文部科学大臣表彰受賞

## 著書
- 『能登荒磯 千田一路句集』風神社, 1982.3
- 『潮鳴りの中に』橋本確文堂企画出版室 1987.1
- 『風潮と行方 俳句の時代に問う 千田一路集』(文芸評論文庫) 近代文芸社, 1991.8
- 『能登の細道 俳枕百選』橋本確文堂企画出版室, 1994.12
- 『波状 千田一路句集』(今日の俳句叢書)角川書店, 1995.1
- 『千田一路集』(自註現代俳句シリーズ)俳人協会, 1998.10
- 『加賀の細道 俳枕百選』中日新聞社, 2002.12
- 『風位 千田一路句集』角川書店, 2002.6
- 『千田一路句集』文學の森 2005.7
- 『視界 千田一路句集』角川書店, 2008.4
- 『荒磯断想』(風港叢書)アンド美術印刷社, 2012.8
- 『自在 千田一路句集』角川書店, 2013.3
- 『歩度 句集』角川文化振興財団, 2018.3 ISBN 978-4-04-884177-1